# Max Zuberbühler
Max Zuberbühler (* 11. November 1924 in Herisau; † 4. März 2018) war ein Schweizer Gewerkschafter.

## Leben
Zuberbühler entstammte einer Arbeiterfamilie; seine Mutter war Hausfrau, sein Vater Dachdecker und Sticker. Er besuchte die Sekundarschule, machte eine Schreinerlehre und absolvierte während des Zweiten Weltkriegs die Rekrutenschule.
Er war früh politisiert; mit Rechtswissenschaften setzte er sich im Selbststudium auseinander, was ihn dazu brachte, im Bereich Rechtsschutz der Gewerkschaftszentrale und im Verwaltungsrat der Schweizerischen Unfallversicherungsanstalt zu arbeiten; 1950 trat er über den Schweizerischen Arbeiter-Turn- und Sportverband der Sozialdemokratischen Partei der Schweiz bei. Von 1954 bis 1959 war Zuberbühler Sekretär der Gewerkschaft in Biel, wo er Stadtratsmitglied (Legislative) war; für die Gewerkschaft war er Arbeitssekretär in Frauenfeld, wo er auch am Bezirksgericht arbeitete; im Bereich Rechtshilfe arbeitete er mit Willi Ritschard zusammen. Er wurde zum Zentralsekretär in Zürich gewählt, wo er beauftragt wurde, den Rechtsschutz aufzubauen, mit Arbeitgebern verschiedener Firmen zu verhandeln und die Bildung der Jugend zu fördern.
1978 wurde er Zentralpräsident der Gewerkschaft Bau und Holz, wofür er von politischen Ämtern zurücktrat.